# 商城路街道
商城路街道是中国山东省淄博市淄川区下辖的一个街道。

## 行政区划
商城路街道下辖西关一社区、西关二社区、公义社区、慕王社区、将军头社区、二里社区、西关社区、西苑社区。